# Progne tapera
Progne tapera, conhecido popularmente como andorinha-do-campo, é uma espécie de ave da familia Hirundinidae típica da América do Sul e do sul da América Central.

## Etimologia
O epíteto específico tapera vem do tupi antigo taperá.

## Habitat
A andorinha-do-campo pode ser encontrada em Argentina, Bolívia, Brasil, Chile, Colômbia, Costa Rica, Equador, Estados Unidos, Guiana Francesa, Guiana, Panamá, Paraguai, Peru, Porto Rico, Suriname, Uruguai e Venezuela.
Vive perto das margens de rios e lagoas, a menos de 1600 metros de altitude.

## Descrição
Mede de 17,5 a 18 cm de comprimento. A plumagem da parte superior do corpo é marrom-escura acinzentada ou fusca, com rêmiges e retrizes enegrecidas; a garganta e o ventre são brancos por baixo, com uma larga faixa peitoral vertical marrom-acinzentada e pontilhada de manchas pretas parcialmente veladas pela ponta branca das penas, ao longo do meio do peito e até a parte superior do ventre. O bico e as pernas são pretos.

## Alimentação
A andorinha-do-campo se alimenta de insetos que são pegos durante o voo. Os indivíduos da espécie se juntam para voar com outras andorinhas: a andorinha-pequena-de-casa e a andorinha-grande.

## Reprodução
Nidifica em tocas que cava em barrancos ou em cepos, ou usando um ninho de joão-de-barro. Costuma dormir muito perto do ninho.